# Jezioro Czyste Wielkie
Jezioro Czyste Wielkie – jezioro na Pojezierzu Łagowskim, w powiecie słubickim, w gminie Ośno Lubuskie.

## Położenie i opis
Jezioro położone jest w północno-wschodniej części powiatu słubickiego, na Pojezierzu Łagowskim. Nieco na północ znajduje się, dużo mniejsze jezioro Czyste Małe. Zbiornik w całości otoczony jest lasami należącymi do nadleśnictwa Ośno Lubuskie. Około 1 km na północny wschód od akwenu zaczynają się granice administracyjne Ośna Lubuskiego. Misa jeziora ma kształt wydłużony, charakterystyczny dla jezior rynnowych. Linia brzegowa jest regularna, niewielka zatoka znajduje się w pobliżu północnego krańca jeziora. Brzegi przeważnie są strome, twarde i piaszczyste, a mielizna mierzy miejscami do 10 m. Wyjątkiem jest północny i południowy kraniec akwenu, gdzie brzegi są nieco bardziej podmokłe. Głęboczek jeziora znajduje się w jego północnej części, nieco mniejszy natomiast w pobliżu południowego krańca. Zbiornik nie ma dopływów, zasilany jest spływem powierzchniowym oraz wodami podziemnymi. Jedyny odpływ znajduje się w północno-zachodniej części zbiornika i kieruje się do jeziora Czystego Małego.
Jest to jeden z większych zbiorników Zespołu Przyrodniczo-Krajobrazowego „Uroczysko Ośniańskich Jezior”.

## Hydronimia
Jezioro pojawia się w źródłach w 1835 roku jako Scheischt S., a następnie Gr. Zeuscht See (1914), Gross Zeuchst See (1938), Zeuscht See , Gr. Zeuscht See — Czyste Wielkie (1949), Jez. Czyste Wielkie (1963, 1980). Państwowy rejestr nazw geograficznych jako nazwę urzędową akwenu podaje Czyste Wielkie, wymieniając nazwę oboczną Jezioro Czyste Wielkie. W niektórych źródłach nazwa tego jeziora to Inach Duży.

## Morfometria
Według danych Instytutu Meteorologii i Gospodarki Wodnej powierzchnia zwierciadła wody jeziora wynosi 26,4 ha, A. Choiński, poprzez planimetrowanie na mapach 1:50 000, określił wielkość jeziora na 23,5 ha.
Średnia głębokość zbiornika wodnego to 8,5 m, a maksymalna to 20,8 m. Objętość jeziora wynosi 2244,0 tys. m³. Maksymalna długość jeziora to 1260 m, a szerokość 260 m. Długość linii brzegowej wynosi 3000 m.
Według Atlasu jezior Polski (red. J. Jańczak, 1996) lustro wody znajduje się na wysokości 52,8 m n.p.m., natomiast według numerycznego modelu terenu udostępnionego przez Geoportal 52,3 m n.p.m.
Według Mapy Podziału Hydrograficznego Polski leży na terenie zlewni siódmego poziomu Dopływ z jez. Grzybno. Identyfikator MPHP to 1896624.

## Zagospodarowanie
Administratorem wód jeziora jest Regionalny Zarząd Gospodarki Wodnej w Poznaniu. Gospodarkę rybacką prowadzi na jeziorze Polski Związek Wędkarski Okręg w Gorzowie Wielkopolskim. Bardzo dobra jakość wód jeziora pozwala na zarybianie go sieją lub sielawą, poza tym występują tu takie gatunki ryb jak: płoć, leszcz, szczupak, okoń, lin.